# La Cirera (mas de Sant Feliu Sasserra)
La Cirera és un mas de sobre un petit turó prop de l'antiga església de Sant Julià de la Cirera al municipi de Sant Feliu Sasserra (Bages). Està annexat a les restes del castell de la Cirera, del qual només queda una torre. L'estructura del mas actual (exceptuant les restes del castell) no és anterior al segle xv. És un mas simple, però construït amb poc interval de temps, essent una part reformada al segle xix. El mas és de planta rectangular, de mides reduïdes, amb coberta a doble vessant i el carener paral·lel a la façana principal. Té planta baixa i un pis. Als baixos destaca el gran portal d'arc de mig punt adovellat. La resta de l'edifici, de gran austeritat, presenta poques obertures, la majoria allindanades i també s'obre alguna espitllera. El parament és de maçoneria amb carreus treballats a les cantonades. Ran del mas hi ha una sèrie d'annexes que serveixen bàsicament pel bestiar.